# Renzo Cerrato
Renzo Cerrato, né le 26 juin 1920 à Roccavignale (Ligurie) et mort le 16 octobre 2013 à Frascati (Latium) est un assistant réalisateur, un réalisateur de seconde équipe, un producteur de télévision, et plus marginalement un scénariste et un acteur italien.

## Biographie
Renzo Cerrato est né à Roccavignale, dans la province de Savone, le 26 juin 1920. Après avoir terminé ses études secondaires, il s'est approché du monde du cinéma, exerçant divers métiers. En tant qu'assistant réalisateur, il travaille dans plusieurs séries de films français à succès des années 1960, notamment Don Camillo Monseigneur (1961), Angélique, marquise des anges (1964), Le Gendarme à New York (1965) ou Fantômas se déchaîne (1965). En 1968, il est l'assistant de Claude Lelouch dans Un homme qui me plaît, un film qui met en vedette Annie Girardot et Jean-Paul Belmondo dans leur périple américain.
Il s'essaie pour la première fois à la réalisation de seconde équipe dans Pas de roses pour OSS 117 (1968), un film réalisé par Jean-Pierre Desagnat sous la supervision d'André Hunebelle. Après son expérience dans le cinéma à la fin des années 1970, il s'oriente vers la production d'émissions télévisées pour enfants, dont Bim bum bam. Il fonde le C.C. Cerrato Compagnia Cinematografica et acquiert un cinéma et un théâtre à Rome, l'ancien Cinema Teatro Clodio dans la Via Riboty no 19 et l'ancien Cinema Araldo dans la Via della Serenissima no 71, transformés au XXIe siècle respectivement en supermarché et en salle de bingo.
Il est réalisateur de seconde équipe dans la coproduction franco-italienne Le Lis de mer (1970) réalisée par Jacqueline Audry sur un scénario de Colette Audry inspiré du roman homonyme d'André Pieyre de Mandiargues. Le film ne sortira que confidentiellement en France mais connaîtra une sortie italienne où il sera attribué à Renzo Cerrato, le nom de Jacqueline Audry n'apparaissant que marginalement au générique italien.
Les studios CCC ont produit plusieurs émissions à succès pour la Rai et Fininvest, dont Linea verde (it), la première saison du feuilleton Casa Vianello (it), quatre des onze saisons de Il pranzo è servito (it) (1985-1986, 1986-1987, 1987-1988 et 1991-1992), la version italienne de Die Quiz Show, les deuxième et troisième saisons de Cari genitori (it), Zig Zag (it), la première édition de Forum (it) avec Catherine Spaak, et l'émission Agenzia matrimoniale (it).
En 2000, il revient au cinéma en tant qu'acteur dans Gostanza da Libbiano de Paolo Benvenuti.
Il est décédé le 16 octobre 2013 à Frascati dans la ville métropolitaine de Rome Capitale (Latium).

## Filmographie

### Réalisateur deseconde équipe
- 1968 : Pas de roses pour OSS 117 de Jean-Pierre Desagnat sous la supervision d'André Hunebelle[2]
- 1971 : Le Lis de mer de Jacqueline Audry[4]

### Assistant réalisateur
- 1959 : L'Aigle noir (Il vendicatore) de William Dieterle
- 1961 : Don Camillo Monseigneur (Don Camillo monsignore... ma non troppo) de Carmine Gallone
- 1963 : Carmen 63 (Carmen di Trastevere) de Carmine Gallone
- 1964 : Angélique, marquise des anges de Bernard Borderie
- 1965 : Angélique et le Roy de Bernard Borderie
- 1965 : Le Gendarme à New York de Jean Girault
- 1965 : Fantômas se déchaîne d'André Hunebelle
- 1969 : Un homme qui me plaît de Claude Lelouch

### Scénariste
- 1968 : Pas de roses pour OSS 117 de Jean-Pierre Desagnat sous la supervision d'André Hunebelle[2]
- 1970 : L'Assaut des jeunes loups (Hornets' Nest) de Phil Karlson et Franco Cirino

### Acteur
- 1965 : Le Gendarme à New York de Jean Girault : (non crédité)
- 2000 : Gostanza da Libbiano de Paolo Benvenuti